# Tagyon, Veszprém
Tagyon  este un sat în districtul Balatonfüred, județul Veszprém, Ungaria, având o populație de 91 de locuitori (2011). 

## Demografie
Componența etnică a satului Tagyon
     Maghiari (66,41%)
     Germani (33,59%)
Componența confesională a satului Tagyon
     Romano-catolici (63,74%)
     Fără religie (14,29%)
     Luterani (5,49%)
     Necunoscută (16,48%)
Conform recensământului din 2011, satul Tagyon avea 91 de locuitori. Din punct de vedere etnic, majoritatea locuitorilor (66,41%) erau maghiari, cu o minoritate de germani (33,59%).  Din punct de vedere confesional, majoritatea locuitorilor (63,74%) erau romano-catolici, existând și minorități de persoane fără religie (14,29%) și luterani (5,49%). Pentru 16,48% din locuitori nu este cunoscută apartenența confesională.